# W.B. Maxwell
William Babington Maxwell (født 4. juni 1866, død 1938) var en engelsk forfatter. Han var søn af Mary Elizabeth Braddon.
Maxwell hævede sig ikke over den underholdende sensationslitteratur og var i meget et sidestykke til Hall Caine. Karakteristiske bøger er: The Ragged Messenger, The Guarded Flame, The Devils Garden og The Mirror and the Lamp. Gabrielle (1926) giver et stykke kvindepsykologi fra Første Verdenskrig og den påfølgende tid.